# 阮曰瑄
阮曰瑄（越南语：／；1857年—？年），越南阮朝官員。

## 生平
阮曰瑄是乂安省英山府宜祿縣金溪社（今屬乂安省宜祿縣宜隆社）人，嗣德十年（1857年）出生。同慶三年（1888年），阮曰瑄参加乂安場鄉試，考中舉人。成泰十年（1898年），阮曰瑄會試中格，庭試考中副榜。後任慶和督學。